# Port Jervis
Port Jervis je město v okrese Orange County ve státě New York ve Spojených státech amerických.
V roce 2010 zde žilo 8 828 obyvatel. S celkovou rozlohou 7 km² byla hustota zalidnění 1 261,14 obyvatel na km².